# Acorus
Acorus L. è un genere di piante angiosperme. È l'unico genere noto della famiglia Acoraceae Martinov e dell'ordine Acorales Mart..

## Etimologia
Il nome "acorus" deriva dalla parola greca "acoron", un nome usato da Dioscoride, che a sua volta derivava da "coreon", che significa "allievo", perché era usato nella fitoterapia come trattamento per l'infiammazione dell'occhio.

## Distribuzione e habitat
Il genere Acorus è originario del Nord America e dell'Asia settentrionale e orientale; è naturalizzato nell'Asia meridionale e in Europa.
Le popolazioni selvatiche sono diploidi ad eccezione di alcuni tetraploidi nell'Asia orientale, mentre le piante coltivate sono triploidi sterili, probabilmente di origine ibrida tra le forme diploidi e tetraploidi.
Queste piante si trovano nelle zone umide, in particolare nelle paludi, dove si diffondono per mezzo di spessi rizomi. Come molte altre piante palustri, dipendono dall'aerenchima per trasportare ossigeno nella zona di radicazione. Si trovano frequentemente su litorali e pianure alluvionali in cui i livelli dell'acqua fluttuano stagionalmente.
Rispetto ad altre specie di piante delle zone umide, hanno una capacità competitiva relativamente elevata.
I semi di Acorus sembrano adattati per germinare nelle radure; dopo un periodo di vernalizzazione, i semi germineranno dopo circa sette giorni di luce con temperature variabili ed in 10-15 giorni se la temperatura è costante.

## Tassonomia
Un tempo questo genere era collocato all'interno della famiglia delle Araceae, ma la moderna classificazione APG lo colloca in una famiglia e in un ordine a sé (rispettivamente Acoraceae e Acorales), considerati come la più antica linea di monocotiledoni viventi, "gruppo fratello" di tutte le altre monocotiledoni.
Il genere comprende quattro specie:
- Acorus calamus L.
- Acorus gramineus Aiton
- Acorus americanus (Raf.) Raf.
- Acorus verus (L.) Raf.